# Dietmar Hummel
Dietmar Hummel (* 20. Oktober 1973) ist ein deutscher ehemaliger Fußballtorwart.

## Karriere
Dietmar Hummel begann beim FSV Rot-Weiß Stegen mit dem Fußballspiel. Der Torwart wurde in die Freiburger Jugendauswahl berufen und kam 1986 zum SC Freiburg. Während seiner Zeit als Jugendspieler beim SCF wurde Hummel in verschiedene Jugend- bzw. Junioren-Nationalmannschaften berufen (u. a. U-15 und U-20). Er nahm mit der Nationalmannschaft bei der Junioren-WM 1993 in Australien teil, kam aber nicht zum Einsatz.
Ab der Saison 1993/94 stand Hummel im Profikader des Vereins. Bei den Freiburgern erreichte er nicht den erhofften Status als Stammtorwart. Sein Debüt für die erste Mannschaft gab er am 3. August 1993 in der 1. Runde des DFB-Pokals 1993/94 (8:0 gegen Kilia Kiel). Sein Bundesligadebüt folgte erst am 11. Oktober 1996. Er wurde noch acht weitere Male eingesetzt, davon sechs Mal in der zweiten Liga, ehe er während der Spielzeit 1998/99 zum Karlsruher SC wechselte. Er blieb ohne Einsatz für die Zweitligamannschaft und wechselte nach Saisonende zu Dynamo Dresden in die Regionalliga Nord-Nordost. Auch dort bestritt er kein Spiel für die erste Mannschaft und schloss sich nach einer Saison dem VfR Mannheim (Regionalliga Süd) an. Bei den Kurpfälzern war er abermals nur Ersatztorwart. Es folgten die Stationen FC Rastatt 04 und FSV Rot-Weiss Stegen, sein Heimatverein, wo er als Torwart-Trainer seinen Vater Bernhard Hummel unterstützte und auch noch als Aktiver zum Einsatz kam.

### Statistik
| Liga          | Spiele (Tore) |
| ------------- | ------------- |
| Bundesliga    | 3 (0)         |
| 2. Bundesliga | 6 (0)         |
| Regionalliga  | 6 (0)         |
| Wettbewerb    |               |
| DFB-Pokal     | 2 (0)         |